# Остров Лаврова (Приморский край)
Остров Лаврова — остров архипелага Императрицы Евгении в заливе Петра Великого Японского моря, расположен в 18 км к юго-западу от центра Владивостока. Необитаем, но вблизи живут люди. Остров назван в честь контр-адмирала Лаврова.

## География
Площадь острова около 9,6 га (без мола, соединяющего с о. Энгельма), протяжённость с севера на юг 780 м, максимальная ширина 240 м. С ближайшим более крупным островом Русский связан искусственной насыпью, по которой проложена грунтовая дорога протяжённостью 480 м до о. Энгельма, с этим островом о. Лаврова соединён молом 320 м длиной.
Рельеф острова низкогорный. На юг, в сторону открытого моря, и частично на запад, обращены скалистые обрывы. На север, к закрытой бухте, остров плавно понижается. Водораздел смещён к западной части острова. Береговая линия слабо изрезана, её протяжённость составляет 2 км. К северу от гористой части острова тянется узкая каменистая коса. На острове луговая и кустарниковая растительность занимает незначительную площадь в южной, наиболее возвышенной части. Широколиственным лесом покрыта большая часть острова. Изредка встречаются хвойные породы деревьев.

## Туризм
Остров Лаврова, как и другие острова Владивостока, является одним из мест отдыха горожан. В самой высокой точке острова установлен автоматический маяк. В 90 м к юго-востоку от него установлен деревянный крест. У юго-западной оконечности имеется приметный кекур. В 120 м к востоку от северной косы на мели лежит полуразрушенное судно. Зимой северо-восточное побережье Лаврова вмерзает в береговой припай острова Русский. 
С 2014 г . остров закрыт для посещения военными.